# ハロルド・ピンター
ハロルド・ピンター（Harold Pinter, CH CBE, 1930年10月10日 - 2008年12月24日）は、イギリスの劇作家・詩人。男性。映画の脚本やラジオの台本も手掛けた。2005年にノーベル文学賞を受賞。
夫人は作家アントニア・フレーザー（貴族階級出身の歴史家）。最初の夫人は、ピンターの初期から中期にかけての作品に多く出演した女優のヴィヴィアン・マーチャント（1956年に結婚し、1980年に離婚した）。

## 経歴
1930年10月10日、ロンドン東部のハックニーで、ユダヤ系ポルトガル人の労働者階級の両親のもとに生まれる。父は仕立て職人であった。若き日に愛読した作家として、ドストエフスキー、ジェイムズ・ジョイス、ロレンス、ヘミングウェイ、ヴァージニア・ウルフ、フランツ・カフカ、ヘンリー・ミラー、サミュエル・ベケット、ランボー、イェイツなどが挙げられている。詩作にふける他方、映画好きのシネフィル少年でもあり、同時代の映画を浴びるように鑑賞。とりわけルイス・ブニュエルなどのシュールレアリスム映画に強い衝撃を受ける。1948年、当時としては珍しい良心的な理由から徴兵を忌避して罰金刑を科される。地元のグラマースクールのジョーゼフ・ブリアリーという教師の影響で演劇に興味を持ち、卒業後は演劇学校に進学。1951年にはプロの舞台俳優になったものの、無名俳優としてくすぶることになる。俳優としての生活以外にも黙々と詩作や自伝的な小説の執筆に励んでいたおり、ブリストル大学の演劇科に通っていた幼なじみからの依頼で1957年に処女戯曲『部屋』を書くことになった。この作品がブリストル大学で上演されて好評を得た。これをきっかけにして、ピンターは劇作家としての道を歩み出す決意を固める。当初はその斬新な劇作手法が受け容れられず評論家たちからバッシングされたが、1960年に上演された『管理人』がようやく評価され、劇作家としての地位を確立。それ以後、演劇の世界のみならずテレビ、ラジオ、映画、エッセイなど幅広い分野に活動を広げていくことになった。2007年フランス政府よりレジオンドヌール勲章を受勲。

## 作風・政治への関与
20世紀後半を代表する不条理演劇の大家と評され、説明的な台詞や行動の動機、さらには明快でリアリズム的な舞台設定を嫌い、観客はもちろん作中の登場人物に対しても状況が明示されぬまま物語が進行してゆく反＝リアリズム的な戯曲を書いた。それらの作品群にあっては、現実と非現実、現在と過去、理性と狂気、論理と非論理、明晰と曖昧が縦横無尽に交錯してゆくなかで、個々の「キャラクターが一人歩き」をはじめ、物語は多様な解釈を受け容れることのできる長大な奥行きを獲得する。また、反＝リアリズム的な傾向とともに、全体主義批判を中心とする政治的な題材の作品も数多く、後期の作品ではとくに顕著である。
アラン・エイクボーンがピンターの『バースデイ・パーティ』に俳優として出演した時の話によると、エイクボーンは配役について、「この人物はどこの出身で、どこに住んでいて、両親は誰なのかを、教えてくれませんか」とピンターに質問した。ピンターは「余計なことだ。とにかくやるんだ」とだけ言ったのだという。ピンターはこの発言を否定しているが、登場人物の設定を細かく決めることはしなかったことは認めている。作者自身にとっても、何者かわからない人物を「発見」して行くとピンターは表現している。
映画の脚本家としては、ハリウッドの赤狩りを逃れてイギリスにやってきた映画監督ジョゼフ・ロージーとの仕事が名高い。
徹底した反戦思想の持ち主であり、また、全体主義的な政治や社会のあり方を批判し続けた。公の立場からNATOによるユーゴスラビア空爆やアメリカ合衆国によるアフガニスタン空爆に抗議したり、ブッシュ政権のイラク侵攻をナチス・ドイツのアドルフ・ヒトラーに準えたこともあった。
米国については、特にニカラグア（イラン・コントラ事件）、チリ（チリ・クーデター）、キューバなど、中南米諸国への侵略を繰り返して来たことを強調している。ニカラグアについては、米国に打倒の対象とされたサンディニスタ政権に味方する立場から、米国と交渉したこともある。

## 晩年・ノーベル文学賞
2002年、食道癌に冒されていることを明らかにし、その後も闘病を続けた。2005年2月、劇作家から引退し、反戦を訴える政治活動に専念する事を表明した。同年ノーベル文学賞を受賞したが、医者にブラジル先住民の風土病である重度の皮膚疾患に感染していると診断され、授賞式に出席できなかった（ちなみに、ピンターはブラジルに一度も行ったことはない）。そのため自宅で記念講演を収録し、ストックホルムで行われた授賞式では録画テープが上映された。記念講演は、『ガーディアン』紙に全文掲載されたが、BBCには完全無視された。劇評家のマイケル・ビリントンは、ピンターに「イギリスでは、ノーベル賞授賞講演は衛星放送では同時刻に放映され、『ガーディアン』には講演の全文が掲載されました。しかし、私の知る限り、それはBBCテレビではほとんど採りあげられませんでした。これには驚きましたか」と質問した。ピンターは、「ほとんど採りあげられなかったのではありません。BBCは、講演を徹底的に無視しました。（BBCにとって）そんなことは起こらなかったのです。BBCが講演を無視したのは、政府との共謀によるものだと主張する人がいます。私はそうは思いません。こういう共謀説には、私は賛成しないのです」と答えた。
2008年12月24日、78歳で死去。

## 主な作品
- 部屋（1957年）
- バースデイ・パーティ The Birthday Party（1957年） - 興行不振により6日で打ち切り
- 料理昇降機（英語版）（ダム・ウェイター） The Dumb Waiter（1957年）
- 管理人（英語版）（1959年）- ロンドン・ナショナル・シアターが演劇関係者を対象に1998年に行ったアンケートでは、20世紀に書かれた英語の戯曲ランキングで第9位を獲得[1]
- 帰郷（1965年）
- 昔の日々（1970年）
- 誰もいない国（1974年）
- 背信/Betrayal（1978年）
- 温室（1980年）
- 景気づけに一杯（1984年）
- 月の光（1993年）
- 灰から灰へ Ashes to Ashes （1996年）
- 失われた時を求めて（2000年）- ピンターがジョゼフ・ロージーのために脚色した映画脚本をダイ・トレヴィスが演劇用に手直しし、それをさらにピンターが手直しした。

### 映画脚本
- 召使 The Servant (1963年)
- 女が愛情に渇くとき The Pumpkin Eater (1964年)
- さらばベルリンの灯 The Quiller Memorandum (1966年)
- できごと Accident (1967年)
- 恋 The Go-Between (1970年)
- ラスト・タイクーン
- フランス軍中尉の女 The French Lieutenant's Woman (1981年)
- リユニオン-再会- Reunion (1989年)
- 侍女の物語 The Handmaid's Tale (1990年)
- 日の名残り The Remains of the Day (1993年) （クレジット無し）
- トライアル/審判 The Trial (1993年)
- スルース Sleuth (2007年)

### 映画出演
- テイラー・オブ・パナマ The Tailor of Panama  (2001年)

### 日本語訳
- 喜志哲雄、小田島雄志、沼沢洽治訳 『ハロルド・ピンター全集』（全3巻、新潮社、1977年）- 1975年までの戯曲を網羅した作品集。小説やエッセイも含む。
- 『何も起こりはしなかった―劇の言葉、政治の言葉』（喜志哲雄訳、集英社新書、2007年1月）、ISBN 4-08-720384-0

ノーベル賞記念講演、社会問題への発言、文学と社会問題両面のインタビューなど。
- 『ハロルド・ピンター　Ⅰ・Ⅱ・Ⅲ』（喜志哲雄訳、ハヤカワ演劇文庫、2009年）- 1978年以後の戯曲を網羅した作品集。
- 『戯曲 失われた時を求めて』（霜康司訳、文芸社、2020年）

## 研究書
- 喜志哲雄 『劇作家ハロルド・ピンター』 研究社、2010年
- 奥畑豊 『ハロルド・ピンター　不条理演劇と記憶の政治学』 彩流社、2021年